# Сисакет (ват)

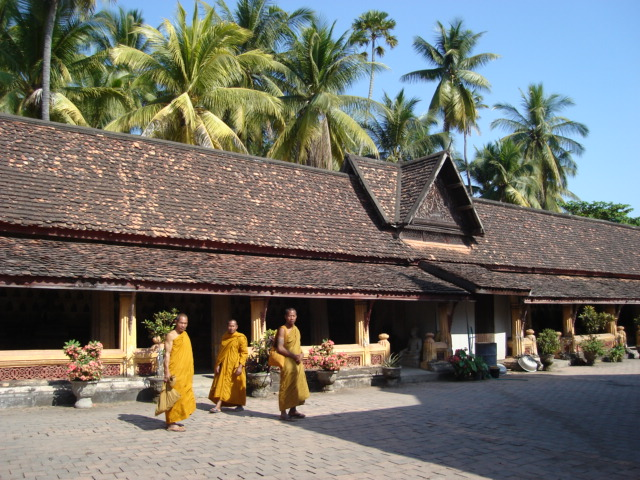
Монахи у входа

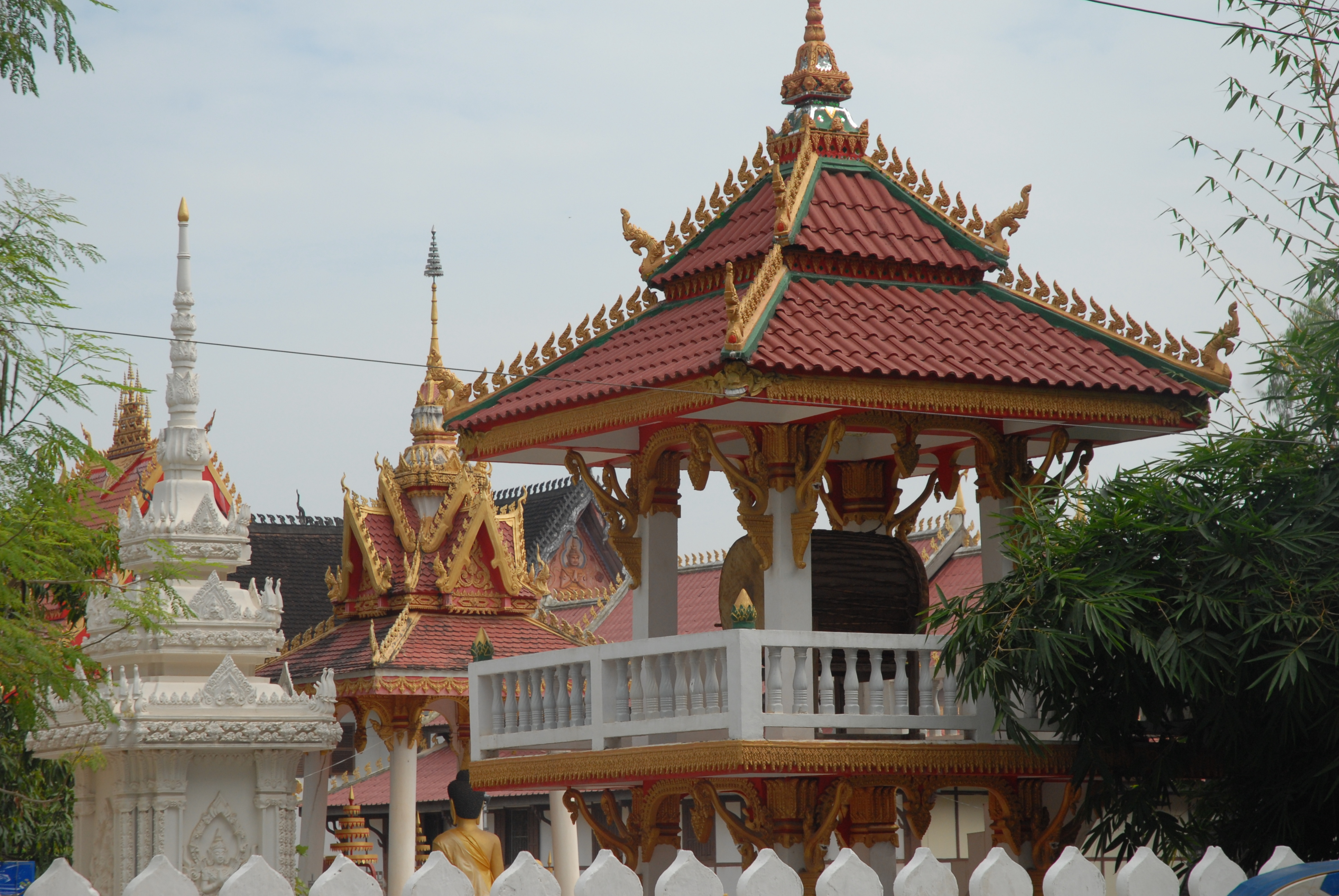
Барабанная пагода

Статуи Будд по периметру храма.

Сисакет (лаос. ສີສະເກດ) — буддийский храм (ват) в городе Вьентьян, Лаос. Первый слог — си происходит от санскритского «шри» и свидетельствует о почтительном статусе сооружения.
Храм славится статуями будд из глины и серебра, а также дерева и бронзы, которых здесь насчитывается около 7000. В основном, они расположены в нишах по внутреннему периметру стены, окружающей храм. В священном зале находится главная статуя Будды, который сидит рядом с большой коброй, укрывающей его своим капюшоном (см. Гаутама Будда). Это статуя XVIII века, рядом с ней расположена большая деревянная позолоченная свеча, вырезанная в 1819 году. Потолок здесь украшен фресками с изображением сцен из жизни Гаутамы, такой элемент декора говорит о влиянии европейской живописи на создателей храма.

## История
Ват Сисакет начали строить при короле Чао Ану в 1818 году. Строительство было завершено в 1824 году.
Поскольку король провёл своё детство в Бангкоке, то архитектурный стиль храма был близок традициям тайцев. Возможно, поэтому при нападении сиамцев на Вьентьян в 1828 году Ват Сисакет оказался единственным нетронутым храмом. Лишь с западной внутренней стороны стены были повреждены некоторые статуи. Если говорить об их возрасте, то самые древние из них относятся к XV веку, самые «молодые» — к XIX веку.